# Nudurile în opera lui Nicolae Grigorescu
Acest articol dezvoltă secțiunea Opera a articolului principal Nicolae Grigorescu.
Nudurile au reprezentat un motiv mai puțin folosit în opera lui Nicolae Grigorescu. După momentul studiilor de Paris, motivul nudului a fost din ce în ce mai rar abordat de către pictorul român. După ceva vreme, motivul a revenit în creația grigoresciană, a devenit mai frecvent. De această dată, nudurile nu mai sugerează un aspect de castitate, puținătatea formelor din picturile cu țărance fiind abandonate.

## Analiză critică

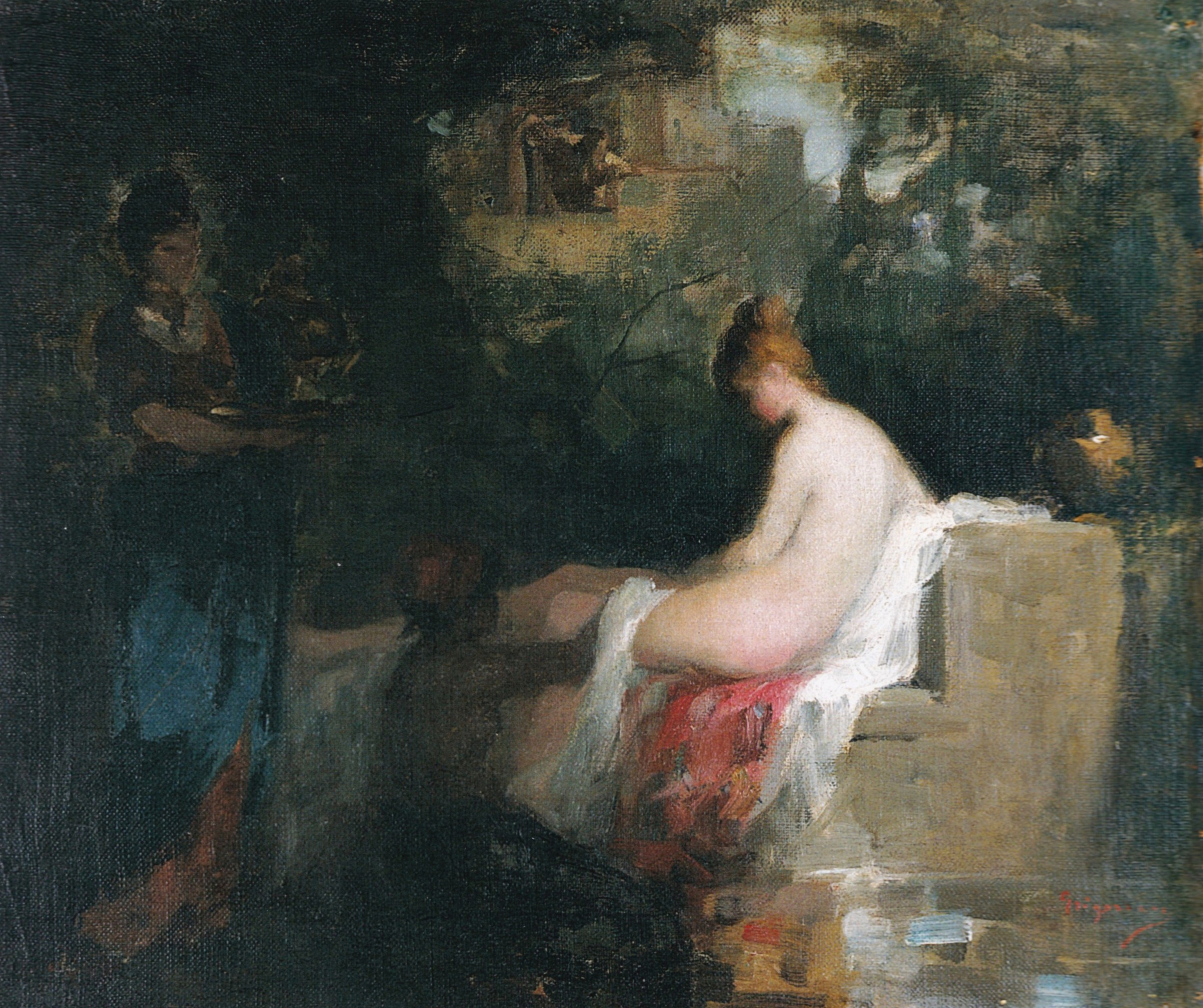
După baie

Modelele care-l atrăgeau cel mai mult pe Nicolae Grigorescu erau cele delicate, încă neformate, zvelte și mlădioase, zurlii, în care totul era numai promisiune și nimic ajuns la maturitate, așa cum în mediul rural sunt codanele cu vârsta între treisprezece și cincisprezece ani. Dar nici cu această viziune asupra femeilor și a tinereții lor, artistul nu era pe deplin mulțumit. Adesea, membrele inferioare și uneori brațele, deși se preferă a fi lungi și subțiri, pentru pictor erau disproporționat de lungi și subțiri, ele neavând niciun suport în realitate. În concepția lui Nicolae Grigorescu, trupul copilăresc pe care-l înfățișa cu elemente plăpânde și delicate, chiar feciorelnic uneori, va face ca orice atitudine feminină să fie plină de grație și de gingășie.  El era convins că o astfel de reprezentare neprihănită nu o poate avea o femeie cu forme pline, tumultuoase.
Nicolae Grigorescu a pictat și femei ale căror forme erau nestăvilite în nudurile pe care le-a făcut, cu toate că nu se poate spune că această tematică l-ar fi incitat în mod special. Se știe că în atelierul lui Sébastien Cornu, unde a studiat și Grigorescu, se făceau ședințe de pictură după model gol.[A] Așa este lucrarea intitulată Izvorul de la Muzeul de Artă din Brașov și schița pentru o scenă antică sau biblică denumită După baie de la Muzeul Național de Artă al României. După momentul studiilor de Paris, motivul nudului a fost din ce în ce mai rar abordat de către pictorul român. După ceva vreme, motivul a revenit în creația grigoresciană, a devenit mai frecvent. De această dată, nudurile nu mai sugerează un aspect de castitate, recte - puținătatea formelor din picturile cu țărance. Nudul din Colecția Elena și Dr. I. Dona, intitulat Nud la malul mării, este foarte probabil a fi fost făcut pe plajă la Constanța. O compoziție asemănătoare este și nudul de la Muzeul Zambaccian. George Oprescu a opinat că persoana care a pozat goală nu poate fi un model de profesie, deoarece are fața acoperită, mascând-o, ea nedorind să se știe că pozat goală în fața lui Grigorescu.
Cele două modele, ca și cel din pictura Intrând în apă, din colecția Muzeului Simu, au o vechime mai mare,  au formele mei generoase ca orice țărancă figurată de Grigorescu în portretele sau peisajele sale. Celor descrise până acum, li se mai adaugă cel denumit Înainte de baie, cel văzut din spate și cel numit Nud de Alexandru Vlahuță și care astăzi este cunoscut sub numele După baie.

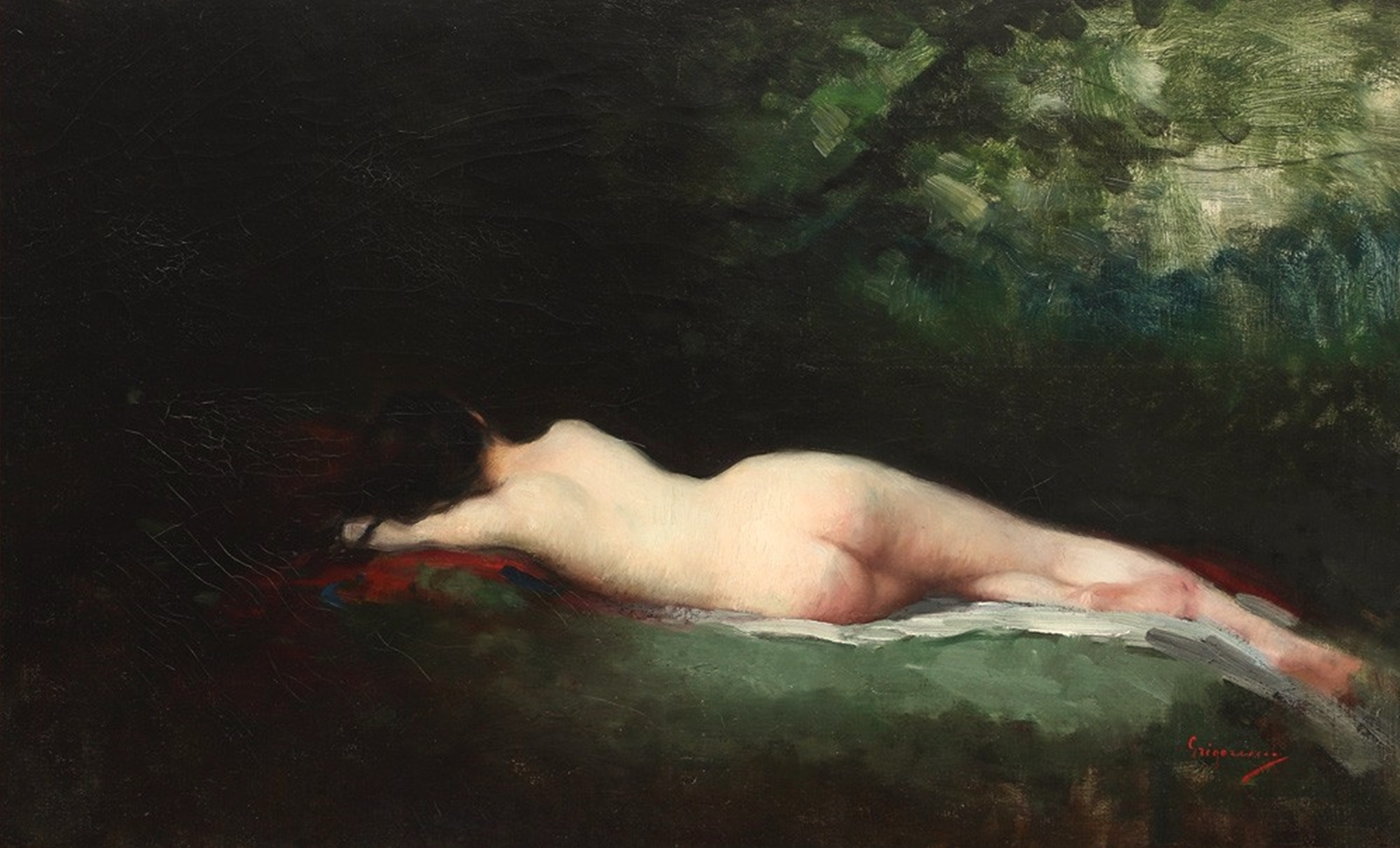
Nimfă dormind
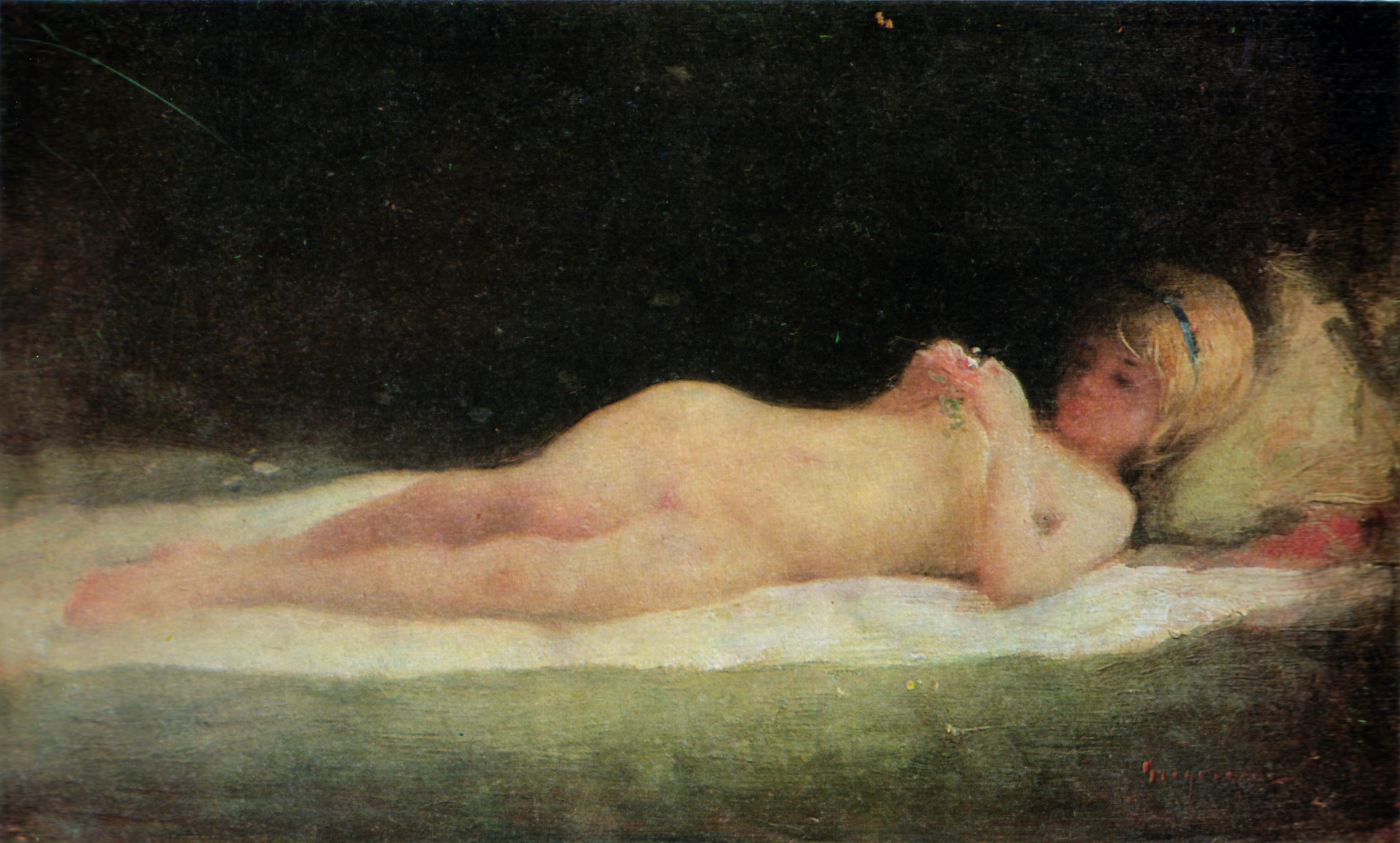
Fără grijă
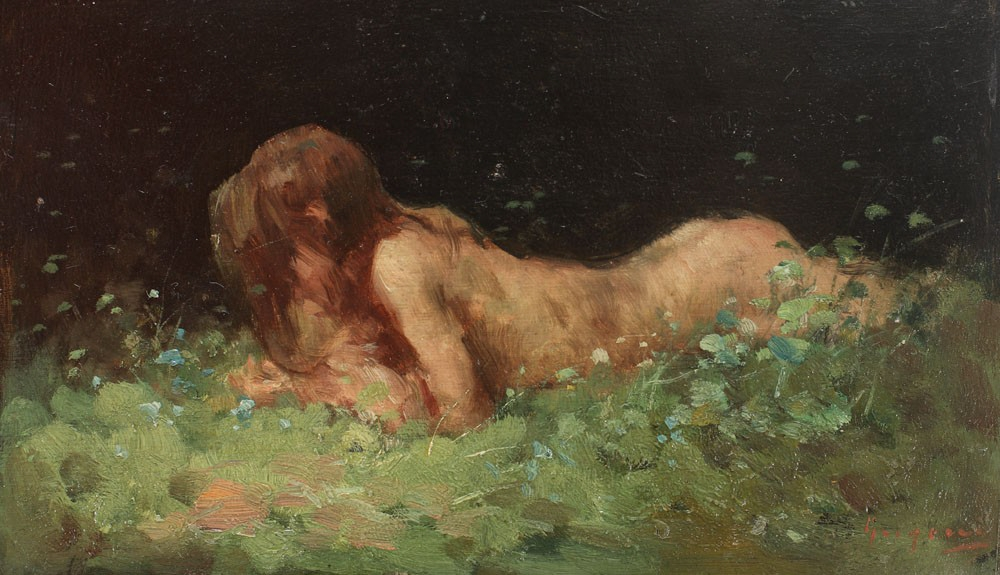
Nimfă în iarbă
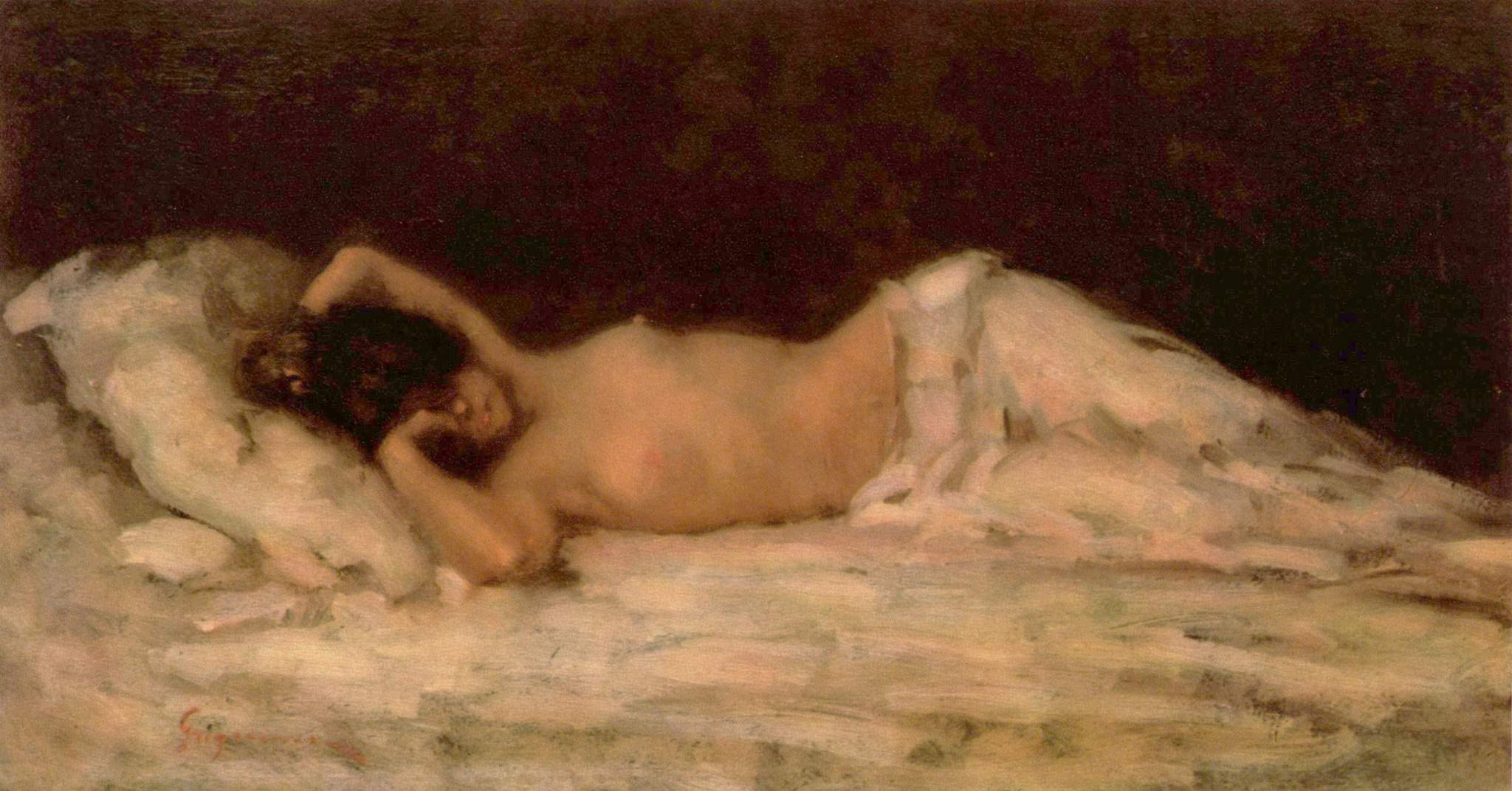
Nud

Cel mai reușit dintre toate nudurile pe care le-a pictat, este Bancanta. Este un tablou de dimensiune mijlocie și a fost pictat cu o pasiune și o căldură ce s-au transmis în întregime acestei bucăti remarcabile. Artistul a reușit să armonizeze plastic toate elementele compoziționale ale imaginii înfățișate, chiar și amănuntele surprinse pe figura surâzătoare, surprinsă într-un extaz sexual exprimat fără nicio reținere.

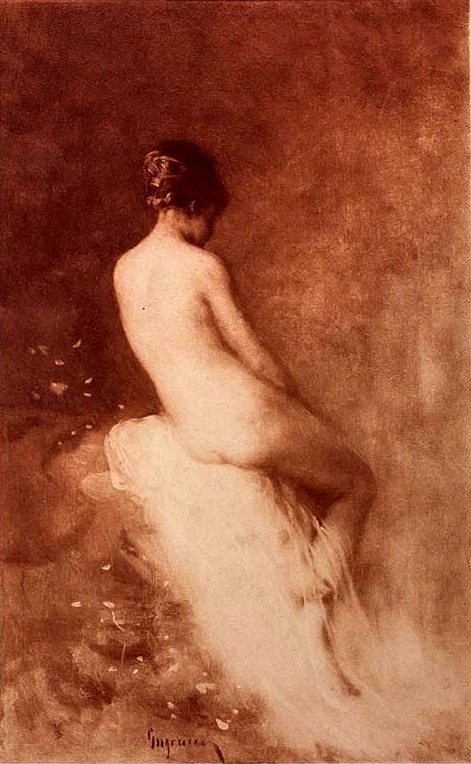
După baie
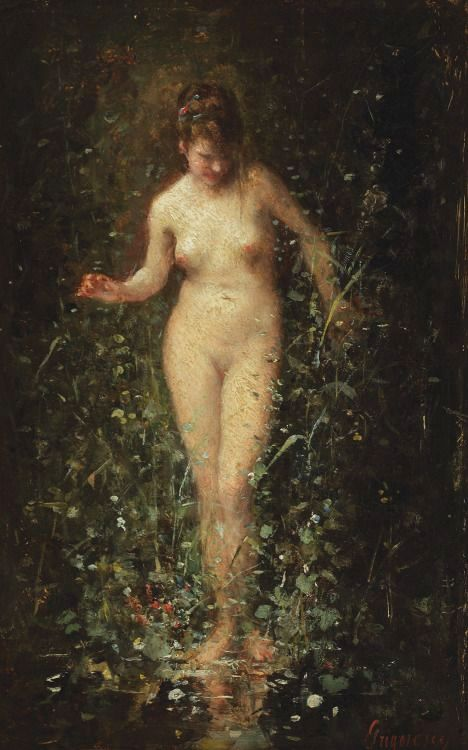
Întrând în baie
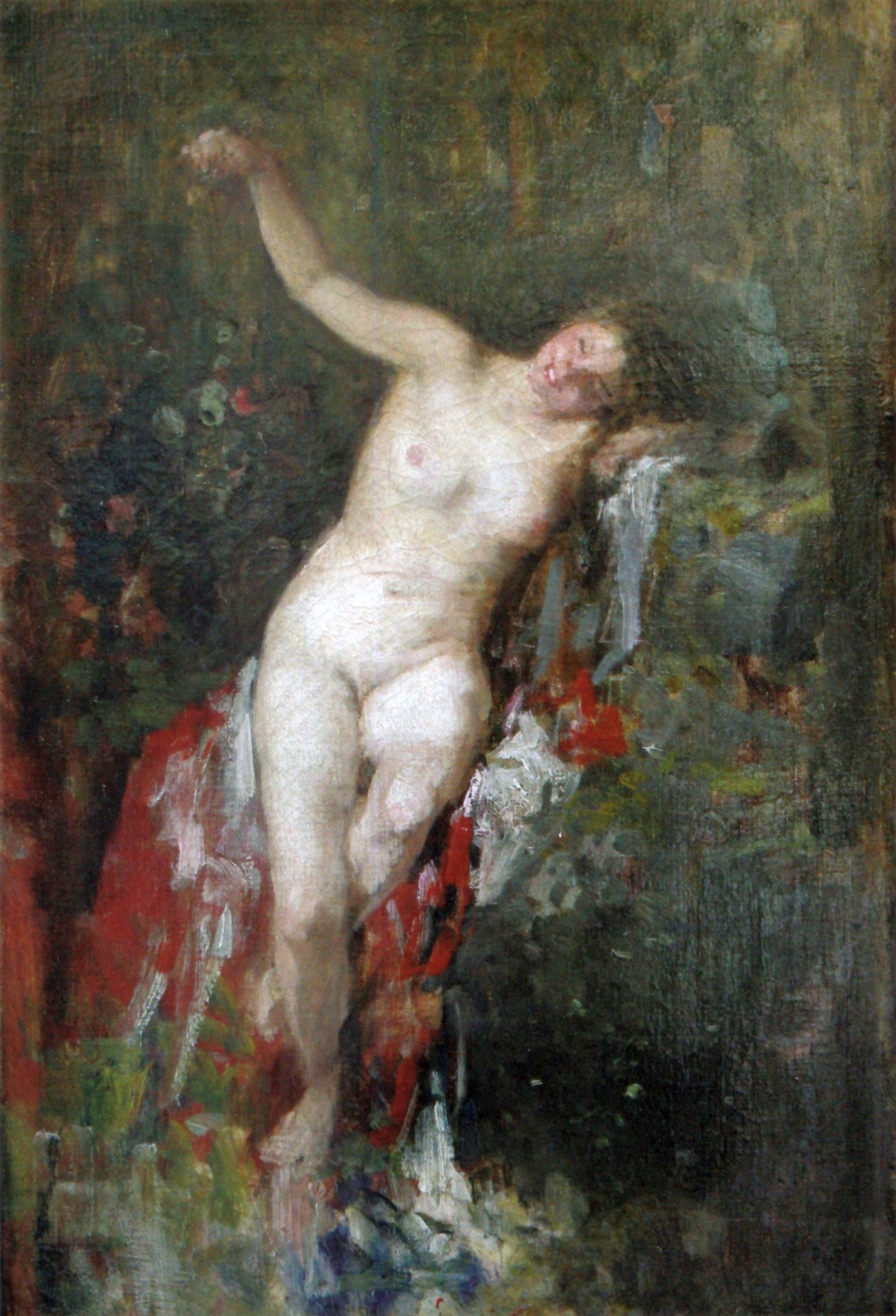
Bancanta
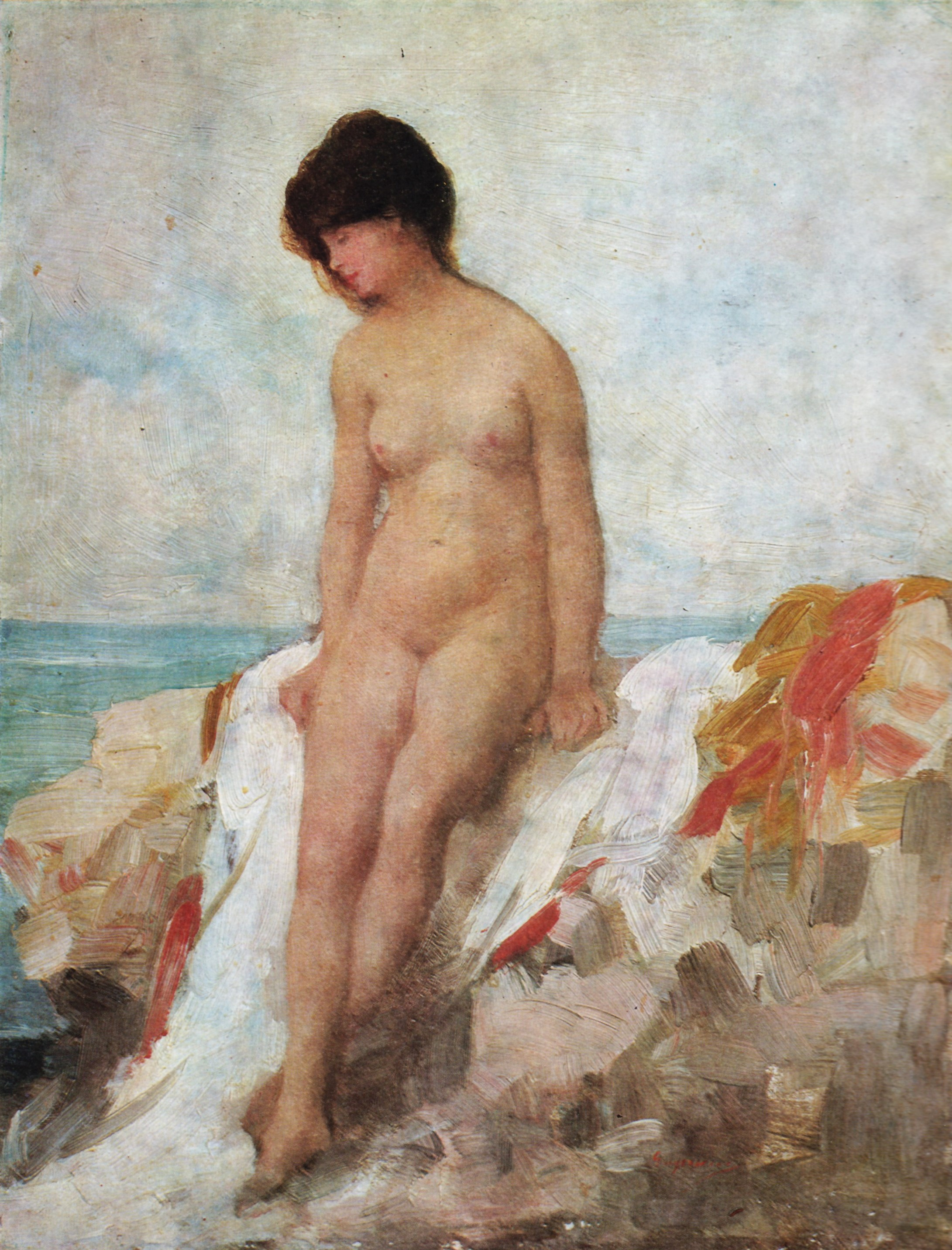
Nud la malul mării
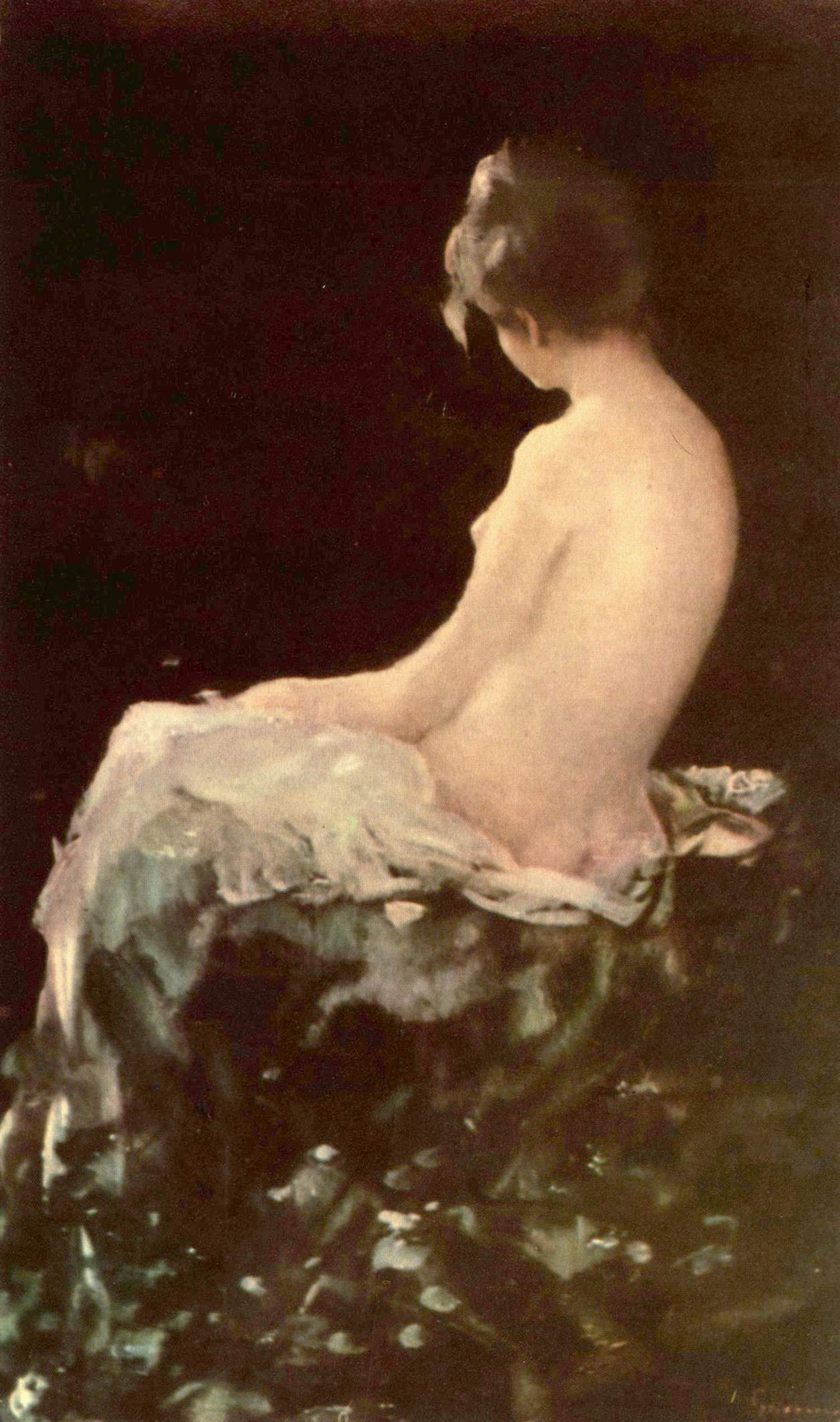
Înainte de baie

Apropiate ca aspect fizic, cu forme plăpânde, de țărăncile din motivul portretelor rurale, mai există două nuduri. Cel numit de Vlahuță Nimfă dormind, în care decorul sugerează vag ideea de natură, și Fără grijă în care apare o copilă așezată pe spate, fără nicio reținere. Castă în goliciunea ei, ea ridică o floare cu ambele mâini la nivelul ochilor și o privește. Se poate constatacă între figura excitantă și provocatoare a Bancantei, prin comparație cu fizionomia acestei copile există o mare diferență. Fiecare permite sesizarea aspectelor principale în reflexia imaginii femeii în psihologia complexă a artistului român.

## Incertitudini, controverse
- A La expoziția din anul 1873, au apărut tablouri intitulate Nimfă care, în opinia criticului George Oprescu s-ar fi putut să fie nuduri. Au fost tot la acea expoziție și alte lucrări intitulate Sorginte - schițe alegorice, probabil tot nuduri.[11]